# Зіндж
Зіндж також Зандж ( араб . زَنْج , присл . زنجي , Zanjī ; перс . زنگی , романізовано :  Zangi) — назва узбережжя Східної Африки між Могадішо й Софалою, згадана вперше в перському написі від 293 року. Від назви місцевості походить також назва рабів - «зінджів», яких арабські та іранські торговці привозили в Арабський халіфат з невільничих ринків Східної Африки.

## Етимологія
Інша назва, яку використовували середньовічні арабські географи, — «зандж». Від цього слова походить географічна назва Занзібар.
Зандж в перекладі з арабської означає «країна чорних». Інші транслітерації включають Зендж і Занг .  Ентоні Крісті стверджував, що слово zanj або zang може бути не арабським за походженням, китайська форма (僧祇sēngqí ) була записана ще в 607 році нашої ери. Крісті стверджував, що це слово має південно-східне азійське походження.  Яванське слово jenggi означає африканський народ, точніше народ Занзібару. Відомо, що індонезійські австронезійські народи досягли Мадагаскару прибл. 50-500 н.е. Що стосується їхнього маршруту, то одна з можливих версій полягає в тому, що індонезійські австронезійці прийшли прямо через Індійський океан з Яви на Мадагаскар. Цілком ймовірно, що вони пройшли через Мальдіви, де до теперішнього часу зберігаються докази старого індонезійського дизайну човнів і технології риболовлі. 
Інша можливість полягає в тому, що воно походить від мису під назвою Зінгіс ( Птолемей ) або Цінгіон ( Козма Індікоплевст ), десь поблизу Опоне ( Хафун ). Неподалік є Ваді Сен, яка впадає в море в Тохен і, можливо, походить назва.

## Поділ узбережжя Східної Африки
Географи історично розділили східне узбережжя Африки загалом на кілька регіонів, залежно від відповідних жителів кожного регіону. Арабські та китайські джерела згадували загальну територію, розташовану на південь від Місра ( Єгипет ), Аль-Хабаші ( Абісінія ) і Барбари ( Сомалі ), як Зандж. 
Зандж був розташований в околицях Південно-Східної Африки і був населений бантумовними народами, які називалися Зандж. Основна територія простягалася від території на південь від сучасного Рас Камбоні  до острова Пемба в Танзанії . На південь від Пемби лежала Софала в сучасному Мозамбіку, північною межею якої, можливо, був Пангані. Арабський історик і географ 10-го століття Абу аль-Хасан Алі аль-Масуді описує Софалу як найдальшу межу поселення Зандж і згадує титул її короля як Мфалме.